# Roadie
En roadie er en person der assisterer et band under koncerter og tourneer, ved f.eks. at sætte udstyr, højttalere og instrumenter op.
| Musik | Spire Denne musikartikel er en spire som bør udbygges. Du er velkommen til at hjælpe Wikipedia ved at udvide den. |

| Job | Spire Denne artikel om et job eller en stillingsbetegnelse er en spire som bør udbygges. Du er velkommen til at hjælpe Wikipedia ved at udvide den. |